# دیک فرشو
دیک فرشو (انگلیسی: Dick Forshaw؛ ۲۰ اوت ۱۸۹۵ – c. ۱۹۶۳ (۶۷−۶۸ سال)) بازیکن فوتبال اهل بریتانیا بود.
از باشگاه‌هایی که در آن بازی کرده‌است می‌توان به باشگاه فوتبال ولورهمپتون واندررز، باشگاه فوتبال اورتون، و باشگاه فوتبال لیورپول اشاره کرد.